# مارکوس کرونن
مارکوس کرونن (انگلیسی: Markus Croonen؛ زادهٔ ۱۹ مارس ۱۹۶۴) بازیکن فوتبال اهل آلمان است.
از باشگاه‌هایی که در آن بازی کرده‌است می‌توان به باشگاه فوتبال اف‌اس‌وی فرانکفورت و باشگاه فوتبال بوخوم اشاره کرد.